# 函館三菱ふそう自動車販売
函館三菱ふそう自動車販売株式会社（はこだてみつびしふそうじどうしゃはんばい）は、北海道函館市に本社を置く、三菱ふそうトラック・バスが製造したトラック・バスを取り扱う自動車販売会社である。
他社も出資している関係などから、「三菱ふそうトラック・バス ○○ふそう」と言った広域統合の対象とはならない。

## 概要
北海道渡島地方・檜山地方において、三菱ふそう車の新車・中古車（三菱自動車工業の頃に製造された車両を含む）の販売・修理などを行っている。

## 沿革
- 1967年4月 - 設立。

## 拠点
- 本社

函館市昭和3丁目32-26

## 北海道内の他の三菱ふそうディーラー
- 三菱ふそうトラック・バス 北海道ふそう